# Pugatschow-Aufstand

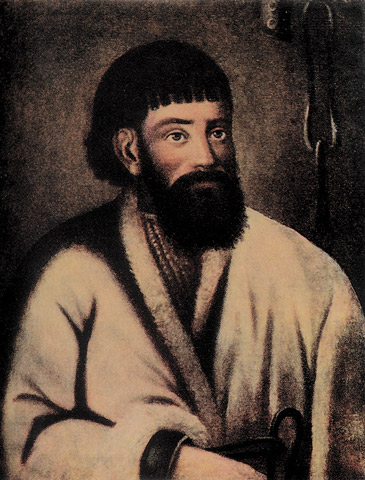
Porträt des Jemeljan Iwanowitsch Pugatschow

Der Pugatschow-Aufstand vom September 1773 bis zum Januar 1775, auch Russischer Bauernkrieg  genannt, war zunächst ein Aufstand der Ural-Kosaken gegen die Obrigkeit des Russischen Reichs, der sich mit der Zeit in einen großflächigen Bauernkrieg unter der Führung von Jemeljan Pugatschow verwandelte. Pugatschow gab sich als Zar Peter III. aus, der Katharinas Mordversuch an ihm angeblich überlebte. Peter hatte vor seiner Ermordung 1762 weitreichende Reformen, darunter die Aufhebung der Leibeigenschaft, angekündigt und hatte daher auch ein Jahrzehnt nach seinem Tod einen legendären Ruf im Volk. Von diesem Umstand profitierte Pugatschow. Der Aufstand endete letztlich mit dem Sieg der kaiserlichen Truppen unter Alexander Suworow Anfang 1775 sowie mit der Gefangennahme und der Hinrichtung Pugatschows.

## Vorgeschichte
Der allgemeine Wunsch der Kosaken am Ural und Don, ihre frühere Unabhängigkeit zurückzuerlangen, und der Wunsch der russischen Behörden, aus ihnen eine reguläre militärische Einheit zu formieren, schufen unüberwindbare Gegensätze. Auch das Verhältnis zwischen den Bauern und der Regierung hatte sich besonders durch das Dekret der Zarin von 1767 verschlechtert, das direkte Eingaben an die Kaiserin aus der Bauernschaft vollständig untersagte. Die Bauern fühlten sich vom Staat im Stich gelassen und zudem durch die am Ural entstehende Industrie unter Druck gesetzt. Die Leibeigenen lebten in verzweifelten Umständen und hatten keine Möglichkeit mehr, ihre Situation gegenüber ihren Grundherren zu verbessern, da sie alle Möglichkeiten der politischen Beteiligung verloren hatten. Die Kosaken-Hochburg Uralsk trug damals den Namen Jaiksk (auch Jaizk) nach dem durchziehenden Fluss Ural (damals Jaik). Schon 1772 kam es dort zu einem ersten Kosakenaufstand gegen den örtlichen Befehlshaber General von Traubenberg, der zusammen mit einigen anderen Offizieren am 12. Januar des Jahres ermordet wurde. Traubenberg hatte auf dem Abschneiden der Kosakenbärte bestanden und dasselbe schließlich „auf öffentlichem Markt“ durchgeführt; nach Niederschlagung des Aufstands und Bestrafung der Rädelsführer flohen mehrere hundert Aufständische in die umliegenden Sümpfe.
Im Zusammenhang des Vorwurfs des Hochverrats wurde der Kosak Pugatschow nach Angaben offizieller Behörden am 4. Januar 1773 nach Kasan gebracht und nach dem Verhör inhaftiert. Seine Berufung wurde durch die Senatsbehörde in Petersburg abgelehnt und ein Prozess verurteilte ihn zu lebenslanger Haft in der hinter dem Ural liegenden Stadt Pelym. Das Urteil kam am 1. Juni 1773 in Kasan an, drei Tage nachdem dem Gefangenen die Flucht aus dem örtlichen Gefängnis gelungen war. Die Suche nach dem Flüchtigen blieb erfolglos. Pugatschow versteckte sich in entlegenen Steppenfarmen von Talovi in der Nähe der Stadt Jaizk, wo er sich mit den Veteranen des gescheiterten Kosaken-Aufstands von 1772 traf, darunter I. N. Sarubin-Chikoj, M. G. Schigajev, T. G. Mjasnikow, D. K. Karawajew und M. A. Koschewnikow.
In Absprache mit ihnen entschied sich Pugatschow, den Namen und Titel eines „Zar Peter III.“ anzunehmen und die Kosaken zu einem neuen bewaffneten Aufstand zu bewegen, in der Hoffnung auf Unterstützung der Bauern. Pugatschows Äußerungen über die Aussichten und Ergebnisse des von ihm und seinen Anhängern vorbereiteten Aufstands gingen nicht über naive Vorstellungen über die Möglichkeit des Aufbaus eines kosakenartigen Bauernstaates hinaus, der von einem „Bauernzar“ geführt werden sollte, dessen Politik darauf abzielte, die sozialen Interessen der Landbevölkerung zu erfüllen. Der Aufstand umfasste neben dem Kerngebiet rund um den Ural-Fluss bald auch das Umland von Orenburg, die Gebiete an der Kama, Baschkirien, einen Teil Westsibiriens sowie Gebiete am mittleren und unteren Lauf der Wolga. Neben den Kosaken nahmen am Aufstand Baschkiren, Tataren, Kasachen, Kalmücken, Arbeiter vom Ural und zahlreiche Leibeigene aus den betroffenen russischen Gouvernements teil.

## Militärischer Verlauf

### 1773

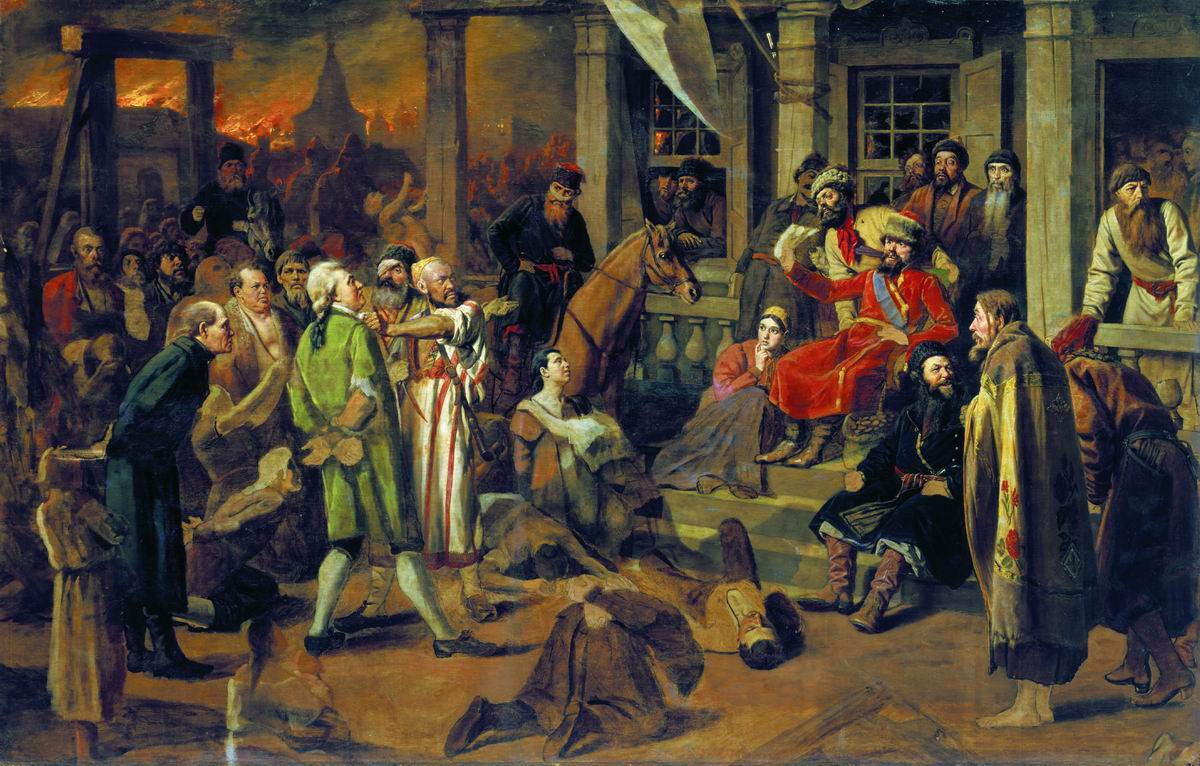
Pugatschow hält Gericht, Gemälde von Wassili Perow (1879)

Der Aufstand begann am 17. September 1773 mit der Verkündung des Manifestes von Pugatschow, das an die Kosaken der Jaizk-Region gerichtet war. Er sammelte eine Gruppe von freiwilligen Kosaken und näherte sich der Stadt Jaizk, doch da er keine Artillerie hatte, wagte er nicht, die Stadt zu stürmen. Von hier aus gingen Pugatschows Scharen nach Osten gegen Orenburg vor. Nachdem Pugatschow die Festung Priajitski und mehrere Kosakenstädte erobert hatte, seine Truppen mit Orenburg-Kosaken aufgefüllt und die Waffen der Garnisonen übernommen hatte, nahm er Positionen rund um die Stadt Orenburg ein. Am 5. Oktober 1773 begannen die Truppen von Pugatschow die Belagerung von Orenburg, wo die Garnison unter Oberst Johann Heinrich Rheindorp über etwa 3000 Soldaten und 70 Geschütze verfügte. Katharina II. schickte 1500 Mann unter Generalmajor Wassili Kar, um die dortige Rebellion zu unterdrücken. Eine gängige Schlacht fand nicht statt, die schwachen Regierungstruppen wurden aber von Pugatschows Heerführer A. Owchinnikow erfolgreich zum Rückzug gezwungen.
Unter dem Einfluss der Pugatschow-Appelle, die aus seinem Berdsker Feldlager ergingen, strömten täglich Hunderte von Freiwilligen (auch Baschkiren, Tataren, Kalmücken usw.) ihm zu, die ihre Großgrundbesitzer verlassen hatten. Sie verstärkten die Rebellenarmee wieder, die bis Ende 1773 auf über 15.000 Menschen anwuchs. Der Baschkire Salawat Julajew wurde im Oktober 1773 von den Behörden berufen, um von Osten her gegen den Aufstand der Jaizkischen (Ural-)Kosaken vorzugehen. Stattdessen lief er gemeinsam mit der Heeresabteilung der Stadt Sterlitamak auf Pugatschows Seite über, dessen Männer zu dieser Zeit Orenburg belagerten. Julajew erhielt von Pugatschow zunächst den Rang eines Obersten. Er rekrutierte daraufhin im Nordosten Baschkiriens eine Truppe von über 10.000 Mann und rückte in Richtung auf Perm vor. Im November 1773 besiegten Pugatschows Heerscharen die zaristischen Truppen, die zur Unterstützung des belagerten Orenburgs geschickt worden waren, und erbeuteten die Waffen und Truppen unter dem Befehl von Oberst P. M. Tschernyschew. Bis Dezember 1773 waren seine Truppen auf etwa 25.000 Menschen und 86 Kanonen angewachsen. Schon in den ersten Monaten des Aufstands wurden die herausragenden Eigenschaften von Pugatschow als Anführer der Massenbewegung bekannt: außerordentliche Energie, Tapferkeit, ein großer natürlicher Geist, militärisches Wissen. In seinem Hauptquartier in Berd bildete er aus den erfahrensten Mitstreitern ein geheimes Militärkollegium, das die „Hauptarmee“ organisierte und den Kontakt zu den weit verstreuten Abteilungen hielt, die in entlegenen Zentren des Aufstandes operieren. Dutzende Abgesandte mit Manifesten und Pugatschows Dekreten wurden von Berd zu Orten geschickt, in denen der Bevölkerung die Aufhebung der Leibeigenschaft und andere Vorteile versprochen und zum Dienst im Heer des „Souveräns Peter III.“ aufgefordert wurde. Beim Vormarsch wurden Angehörige zahlreicher Adelsfamilien umgebracht, ihre Anwesen geplündert und die wirtschaftliche und infrastrukturelle Entwicklung der südöstlichen Regionen um Jahrzehnte zurückgeworfen.
Am 29. November wurde General Alexander Bibikow zum Nachfolger des erfolglosen Generals Kar ernannt. Ein von den Behörden vorgefertigtes Manifest war ungeschickt abgefasst, verfehlte seine Wirkung bei der Landbevölkerung und zwang Bibikow militärisch entschlossen vorzugehen. Nach seiner Ankunft in Kasan am 26. Dezember empörte sich Bibikow über den Vorschlag des lokalen Gouverneurs Jakob von Brandt, nur die Provinz Kasan verteidigen zu wollen und die Region Orenburg den Aufständischen zu überlassen. Generalmajor Larionow, ein militärisch wenig befähigter Verwandter von Bibikow, übernahm daraufhin das Kommando der Kasaner Garnison. Bibikow hatte für eine Offensive zu wenig Truppen und musste zunächst den Geist der regierungstreuen Bevölkerung stärken; er versuchte gleichzeitig, den lokalen Adel zu gewinnen. Nachdem zuerst die Rebellion in Samara unterdrückt und Alexejwskoje Ende Dezember eingenommen worden war, erhielt Generalmajor Mansurow Befehl, entlang des Samara-Flusses vorzurücken, um die Vereinigung mit dem Korps des Generals Freyman, der sich in Raum Bugulma konzentrierte, herzustellen. Ziel blieb der Entsatz von Orenburg.

### 1774

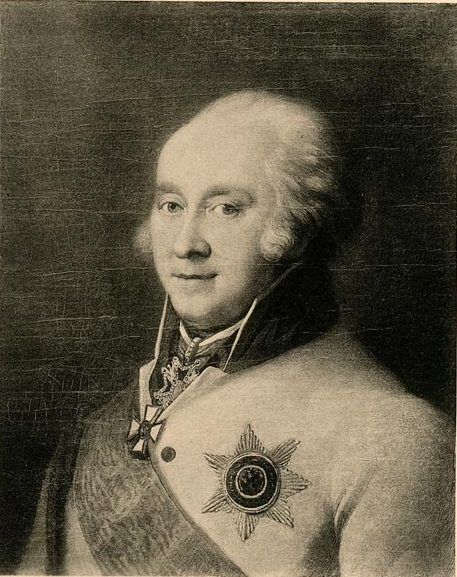
Iwan Iwanowitsch Michelson

Anfang Januar 1774 umfasste die Pugatschow-Bewegung einen großen Teil des Territoriums der Provinz Orenburg und angrenzender Kreise der Provinzen Kasan und Tobolsk. In den größten Aufstandszentren handelten folgende von Pugatschow gesandte Atamane: I. N. Zarubin-Chika im Raum Ufa, I. N. Beloborodow in Jekaterinburg, I. N. Grjasnow in Tscheljabinsk, I. F. Arapow in Samara, W. I. Tornow in Sainsk, Salawat Julajew und I. S. Kuznezow in Kungur und Krasnoufimsk.
Ab Mitte Januar 1774 verschlechterte sich die militärische Situation Pugatschows und seiner Atamanen. Die Truppen des neuen Oberbefehlshabers General Alexander I. Bibikow starteten eine Offensive von den Ufern der Wolga nach Osten, unterdrückten zahlreiche Widerstandszenter der Aufständischen und näherten sich dann Orenburg. Am 22. März eroberten die vereinigten Streitkräfte unter den Generalen Pjotr Golitzyn, Juri Bibikow, Freyman und Mansurow nach einer siegreichen Schlacht die Festung Tatischtschew zurück, und am 24. März hob Oberst Iwan Iwanowitsch Michelson, der dem erfolglosen General Larionow nachgefolgt war, die Blockade von Ufa auf. Bald waren auch die Städte Tscheljabinsk, Jekaterinburg und Kungur von den Aufständischen freigekämpft.
Das Korps des General Golitzyn bildete die Avantgarde von Bibikows Strafarmee und besiegte in einer sechsstündigen Schlacht am 22. März 1774 die Armee von Pugatschow bei der Festung Tatischtschew und zehn Tage später in einer weiteren Schlacht am Sakmara. Pugatschow entkam mit etwa dreihundert Reitern, die bei ihm blieben, über den Fluss Belaja zu den Ural-Fabriken, wo er schnell eine neue Armee rekrutieren konnte, die von Fabrikbauern, issetischen Kosaken und Baschkiren aufgefüllt wurde. Mit dieser neu geschaffenen Armee begann er Anfang Mai 1774 seine aktiven Operationen und übernahm bald die Festungen Karagai, Petropawlowsk und Stepnoje.
Ein geplanter Vormarsch nach Sibirien wurde durch das Korps von General I. A. Dekolong verhindert, dessen Truppen die Rebellen am 21. Mai bei Troizki besiegten. Pugatschow wollte daraufhin mit dem restlichen Heer nach Tscheljabinsk ausweichen, doch er wurde dort vom Korps des Oberstleutnants Iwan Michelson blockiert, der ihn am 22. Mai bei der Kundrawinska-Siedlung zum ersten Mal erfolgreich angriff. Während der Verfolgung schlug Michelson Pugatschow Anfang Juni am Ural. Aber sein Gegner, der geschickt die Taktiken der Guerillaaktionen beherrschte, entkam dem Feind jedes Mal, rettete seine Hauptkräfte vor der endgültigen Niederlage und sammelte schnell wieder Tausende von Freiwilligen. Pugatschow entkam nach Baschkortostan und sorgte dafür, dass der Aufstand bald neu aufkeimte.
Generaloberst Bibikow erlebte den Ausgang seiner Anordnungen nicht mehr, er verstarb am 20. (9.) April 1774 in Bugulma an der Cholera. Katharina II. bestimmte auf Anweisung ihres Ministers Nikita Panin, dass dessen Bruder Generalleutnant Pjotr Panin mit dem Dekret vom 29. Juli zum neuen Oberbefehlshaber bestimmt wurde, um „die Rebellion einzudämmen und die innere Ordnung in den Provinzen Orenburg, Kasan und Nischni Nowgorod wiederherzustellen“.

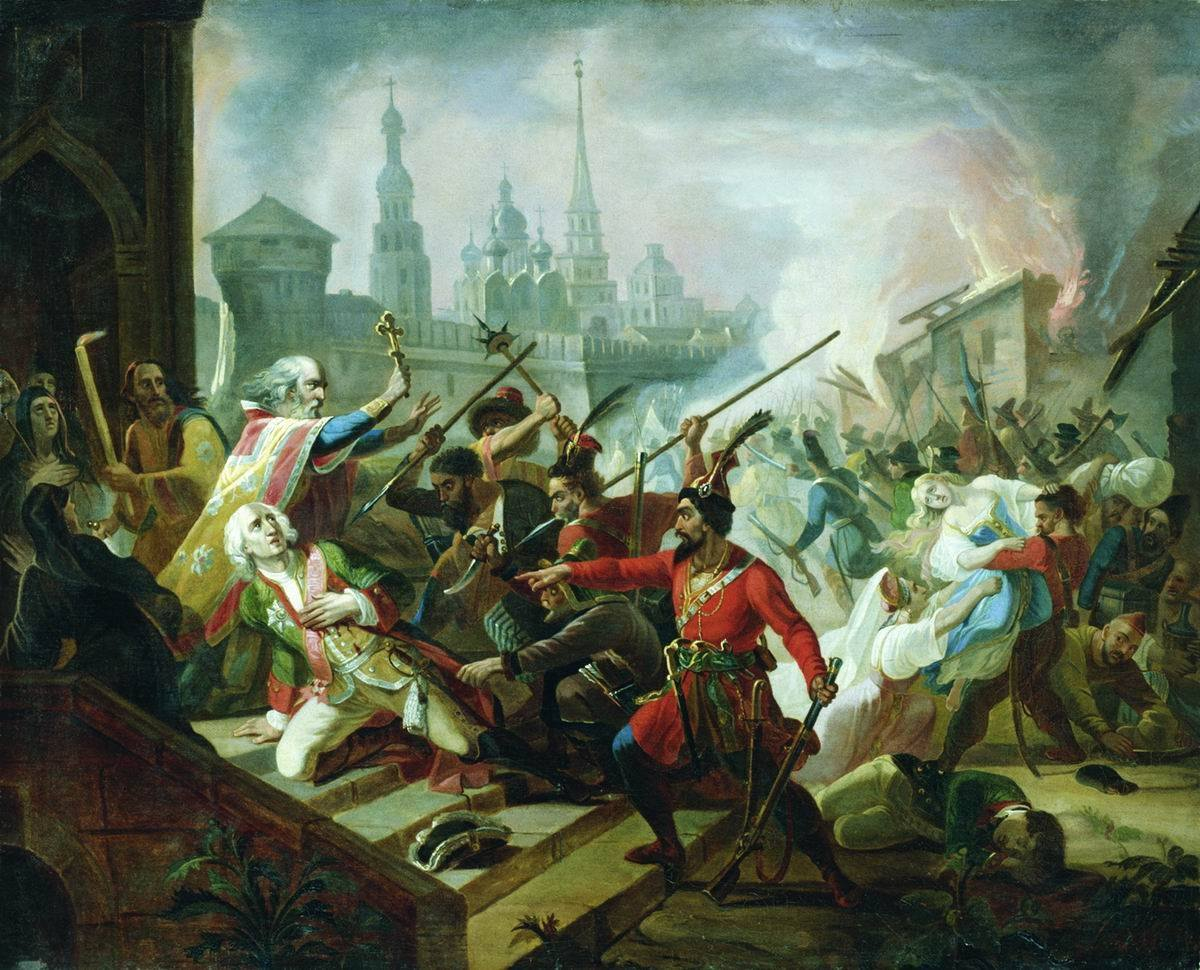
Angriff auf Kasan durch Pugatschow (Gemälde von Otto Friedrich Theodor von Möller)

Pugatschows neue Truppenmacht stand Mitte Juni an den Ufern des Kama. Er beschloss, seine Armee nach Kasan zu führen und von dort eine seit langem geplante Kampagne gegen Moskau zu unternehmen. Die Kosaken-Armee wurden unterstützt von Tataren und udmurtischen Bauern sowie baschkirischer Kavallerie. Nur die Kosaken hatten Schusswaffen, die Baschkiren waren meist mit Bögen bewaffnet, während die Bauern größtenteils nur mit Knüppeln und Pfählen ausgestattet waren. Am 12. Juli begann die Schlacht bei Kasan, Pugatschows Einheiten brachen in die Stadt ein, konnten aber den Kreml der Stadt, hinter dessen Mauern die örtliche Garnison Zuflucht fand, nicht einnehmen. Am Abend dieses Tages griff das Korps von Michelson, der sich Kasan näherte, die auf dem Vorfeld verschanzte Rebellenarmee an, schlug sie in einer erbitterten Schlacht und zwang sie, sich aus der Stadt zurückzuziehen. Eine zweite Schlacht um Kasan fand am 15. Juli statt und endete mit einer weiteren Niederlage der Rebellen. Pugatschow entkam nach Kokshaisk, wo er die Wolga überquerte.
Mit der Flucht von Pugatschow auf das rechte Ufer der Wolga begann der neue Aufstieg der Bauernbewegung. Der Aufstand in den Wolga-Provinzen wurde durch die Bekanntmachung der Pugatschow-Manifestationen, in denen die Befreiung der Bauern aus der Leibeigenschaft, die Landübergabe an das Volk und die Vernichtung des Adels gefordert wurden, hervorgerufen. Die aufständischen Bauern an der Wolga wurden zum Hauptreservoir für die Aufrüstung der Rebellentruppen. Pugatschow weigerte sich, wieder nach Moskau vorzurücken und ging in Richtung Süden zum Don vor, in der Hoffnung, Unterstützung bei den Don-Kosaken zu finden. Verfolgt vom Korps Michelson, rückte er in den Süden vor und besetzte im Juli und August 1774 die Städte Kurmsch?, Saransk, Pensa, Petrowski, Saratow und Kamyschin. Die neu entstandenen Siedlungen der Wolgadeutschen wurden dabei angegriffen, kasachisch-kirgisische Reiterschaften entführten über 1500 Siedler, nur die Hälfte wurde später befreit, der Rest wurde getötet oder versklavt. Durch die Wolga-Steppe nach Zarizyn vorstoßend überholten Michelsons Truppen den Gegner und stellten diesen im Raum Solenikow in der Schlacht von Chorny Jar (25. August 1774). Pugatschows Armee erlitt eine letzte schwere Niederlage. Mit zweihundert Kosaken gelang es Pugatschow, sich von den Verfolgern zu lösen und auf das linke Ufer der Wolga zu entkommen. Er rekrutierte eine neue Abteilung in der Tiefe der Region der Steppe der Trans-Wolga, ohne zu ahnen, das sich gegen ihn bereits eine Gruppe Kosaken zu einer Verschwörung formiert hatte. Nachdem sich die Verschwörer unter der Leitung von F. F. Chumakow, I. P. Feduljew und I. Worogow am 8. September 1774 geeinigt hatten, ergriffen sie Pugatschow in seinem Lager nahe dem Fluss Bolshaja Uzen und brachten ihn in die Stadt Jaizk zurück. Pugatschow versuchte zweimal vergeblich zu fliehen. Am 14. September übergaben die Verschwörer den Gefangenen in der Nacht zum 15. September den Behörden der Stadt. Hier wurde Pugatschow erstmals durch den Garde-Hauptmann S. I. Mawrin verhört.

## Ausgang
Am 18. September 1774 brachte ein persönlich von Generalleutnant A. V. Suworow angeführter Konvoi den gefangenen Pugatschow nach Simbirsk. Dort wurde er vom Oberbefehlshaber Pjotr I. Panin und dem Chef der Untersuchungskommission Generalmajor P. S. Potemkin verhört. Pugatschow wurde in einem hölzernen Käfig auf einem zweirädrigen Wagen nach Moskau abtransportiert, wo er am 4. November 1774 eintraf und im Laufe des Monats wiederholt von Generalobersten M. N. Wolkonski und dem Chefsekretär des Senats, Scheschkowski, verhört wurde. Die Tätigkeit der Kommission und des Gerichts, die ab Ende Dezember stattfanden, wurde nach den Anweisungen von Katharina II. durchgeführt. Nach einer gerichtlichen Verfügung der Kaiserin vom 20.(9.) Januar 1775 wurde Pugatschow zum Tode verurteilt und am 21. (10.) Januar, zusammen mit seinen engsten Mitarbeitern, A. P. Perfiljew, M. G. Schigajew, T. I. Pododurow und W. I. Tornow, auf dem Bolotnaja-Platz hingerichtet. Zu demselben Urteil wurde auch der später gefangene I. N. Zarubin-Chika nach Ufa überführt, wo er am 24. Januar hingerichtet wurde.
Salawat Julajew führte die Kämpfe noch einige Monate fort, als Pugatschow bereits unter Arrest gestellt war. Er wurde am 5. Dezember 1774 im Dorf Medjasch gefangen genommen und über Ufa nach Moskau überstellt. Im September 1775 wurde er gemeinsam mit seinem Vater, der ebenfalls am Aufstand beteiligt gewesen war, zu lebenslanger Haft verurteilt und in die estnische Festung Rogervik nahe der Stadt Paldiski gesperrt.
In Anbetracht des Aufstände der Jaik-Kosaken gegen ihre Regierung ordnete Katharina II. am 15. Januar 1775 die Umbenennung des Flusses Jaik in Ural sowie auch der Stadt Jaiksk in Uralsk an. Das Andenken an die abgefallenen Jaik-Kosaken sollte ausgelöscht werden und die neue Bezeichnung Ural-Kosaken eine neue Tradition ermöglichen.
Dem Pugatschow-Aufstand wurden zahlreiche literarische Werke gewidmet, unter anderem die historischen Romane Die Hauptmannstochter und Pugatschow von Alexander Puschkin. In der offiziellen Sowjet-Propaganda wurde der Pugatschow-Aufstand als eine frühe Phase des Klassenkampfes glorifiziert.